# Jamides petunia
Jamides petunia är en fjärilsart som beskrevs av Druce 1887. Jamides petunia ingår i släktet Jamides och familjen juvelvingar. Inga underarter finns listade i Catalogue of Life.